# André Cluytens
André Cluytens (ur. 26 marca 1905 w Antwerpii, zm. 3 czerwca 1967 w Neuilly-sur-Seine) – francuski dyrygent  pochodzenia belgijskiego.

## Życiorys
W latach 1914–1922 studiował w królewskim konserwatorium w Antwerpii, gdzie uczył się gry na fortepianie u Emile’a Bosqueta. Studia ukończył z wyróżnieniem. Od 1921 do 1932 roku piastował posadę korepetytora chóru w antwerpskim Théâtre Royal. Tam też w 1927 roku debiutował jako dyrygent. Prowadził przedstawienia operowe w Tuluzie (1932–1935) i Lyonie (1935–1938). W latach 1947–1952 dyrektor muzyczny Opéra-Comique w Paryżu, od 1949 roku dyrygował również paryską Société des Concerts du Conservatoire. W 1955 roku, jako pierwszy francuski dyrygent, wystąpił na festiwalu w Bayreuth, prowadząc wykonanie Tannhäusera. Od 1959 roku współpracował na stałe z Operą Wiedeńską.
Występując z wieloma znanymi orkiestrami europejskimi, zdobył sobie sławę jako interpretator francuskiej muzyki współczesnej. Wprowadził na sceny utwory Alexisa Rolanda-Manuela, Florenta Schmitta, Dariusa Milhauda, André Joliveta i Oliviera Messiaena. Zrealizował pierwsze francuskie wykonania oper Oberon Carla Marii von Webera i The Rake’s Progress Igora Strawinskiego. Dokonał licznych nagrań płytowych (m.in. utworów Ravela i Czajkowskiego) dla wytwórni Pathé-Marconi, francuskiego oddziału EMI.